# Villa Farnesina

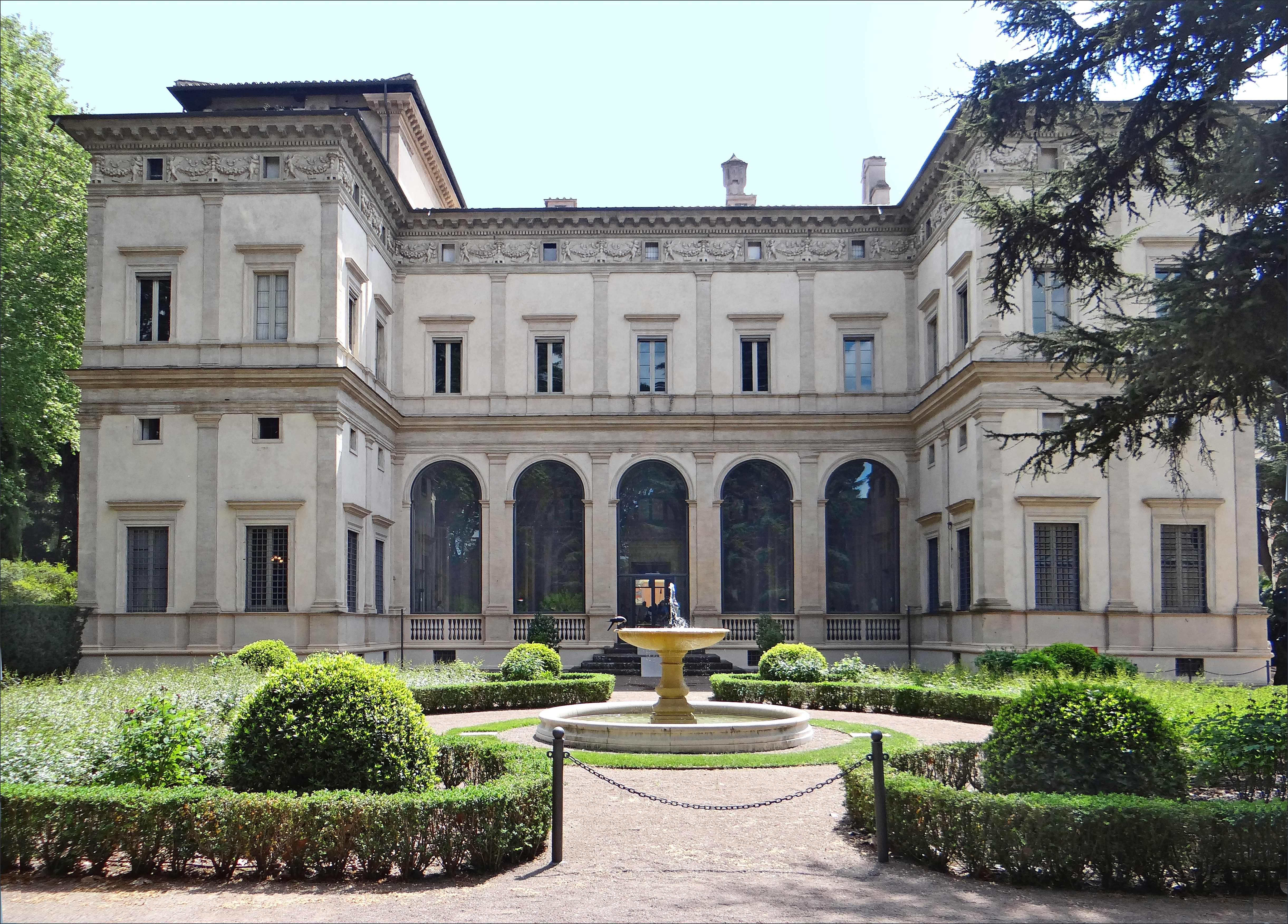
Villa Farnesina (Nord)

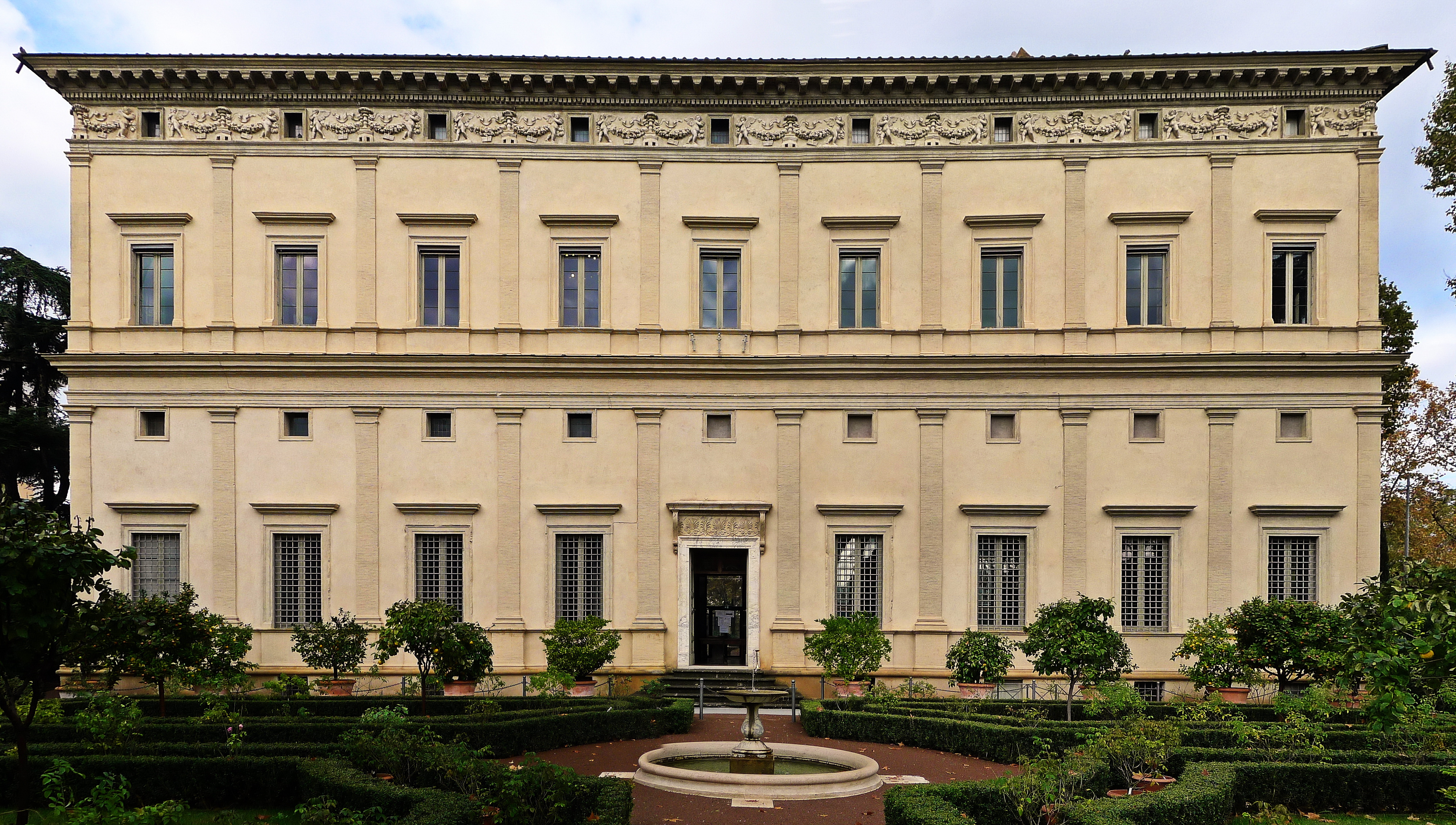
Villa Farnesina (Süd)

Die Villa Farnesina (auch Villa della Farnesina oder kurz Farnesina genannt) ließ der toskanische Bankier und Geschäftsmann Agostino Chigi als Ausdruck seines Reichtums und seiner humanistischen, künstlerisch geprägten Lebensart von 1508 bis 1511 von Baldassare Peruzzi im römischen Stadtteil Trastevere erbauen. Bekannte Künstler des frühen 16. Jahrhunderts wie Raffael, Sebastiano del Piombo, Giovanni Antonio Bazzi (gen. Sodoma), Giulio Romano, aber auch Peruzzi selbst statteten die Räume aus. 1579 ging sie in den Besitz des Kardinals Alessandro Farnese über, von dem sie ihren Namen erhielt.
Sie ist in ihrer stilistischen Harmonie und ihrer Eleganz eines der bedeutendsten profanen Bauwerke der Hochrenaissance in Rom und bildet durch die Architektur, die künstlerische Ausstattung und die Gartenanlage ein Gesamtkunstwerk dieser Zeit. Heute ist die Villa im Besitz der Accademia dei Lincei und zum Teil als Museum zugänglich. Hier befindet sich das Gabinetto Nazionale delle Stampe, die staatliche grafische Sammlung.

## Standort und Lage

### Lage im Stadtgebiet Roms
Im Jahre 1500 war die Via Janiculensis von der Porta Septimiana durch die Porta Santo Spirito zum Borgo nur ein Landweg mit spärlicher Bebauung. Papst Julius II. ließ die Straße begradigen und gab ihr den Namen Lungara. An ihrem Ende, nahe der Porta Septimiana, hatten die Familien Riario und Farnese Landhäuser und Weingärten. Agostino Chigi erwarb dort im Mai 1505 ein Grundstück, das bis an den Tiber reichte und auf dem später die Villa entstand.
Heute liegt die Villa in einem Dreieck zwischen der Via della Lungara 230 und dem Lungotevere Farnesina und ist noch immer umgeben von einem Parkgrundstück. Der einstige Zugang zum Tiber ist durch die Errichtung der Schutzmauern in den 80er Jahren des 19. Jahrhunderts und der Hauptverkehrsstraße entlang des Tibers verloren gegangen. An der gegenüberliegenden Seite der Via Lungara erstreckt sich der im 18. Jahrhundert erbaute Palazzo Corsini, in dem die Accademia Nazionale dei Lincei (Akademie der Wissenschaften Italiens) heute ihren Hauptsitz hat. Die Einbettung in das Grundstück und die Lage am Fluss lassen das antike Vorbild einer Villa suburbana erkennen, die Repräsentation und Zurückgezogenheit in das Private verbindet.

### Garten der Farnesina
Ganz im Zeitgeschmack des Cinquecento umgab den Palast ein Garten, im Süden der Giardino segreto und zum Tiber hin, an das Gelände angepasst, u. a. ein Zier- sowie Wein- und Obstgarten, wie ihn der, der in Rom etwas auf sich hielt, besaß. Nördlich der Villa am Tiberufer befand sich eine Loggia oder Pergola und eine angelegte Grotte, ebenfalls Teile eines Lustgartens der Zeit. Einige literarische Quellen und Gedichte lassen ein Bild der reichen Blumen- und Pflanzenvielfalt entstehen.
Zum originalen Garten-Programm sind keine Pläne Peruzzis vorhanden, dennoch kann davon ausgegangen werden, dass Gebäude und Garten im Sinne einer Gesamtanlage geplant wurden. Das Grundkonzept, die Einheit zwischen Natur und Kunst, zur Erbauung von Körper und Geist, ein bereits in der Antike angestrebtes Ideal, stand dafür Pate. Im Laufe der Zeit veränderte sich die Garten-Anlage und deren Abmessungen immer wieder, wie einige in der Zeitfolge entstandenen Veduten und Stiche dokumentieren.

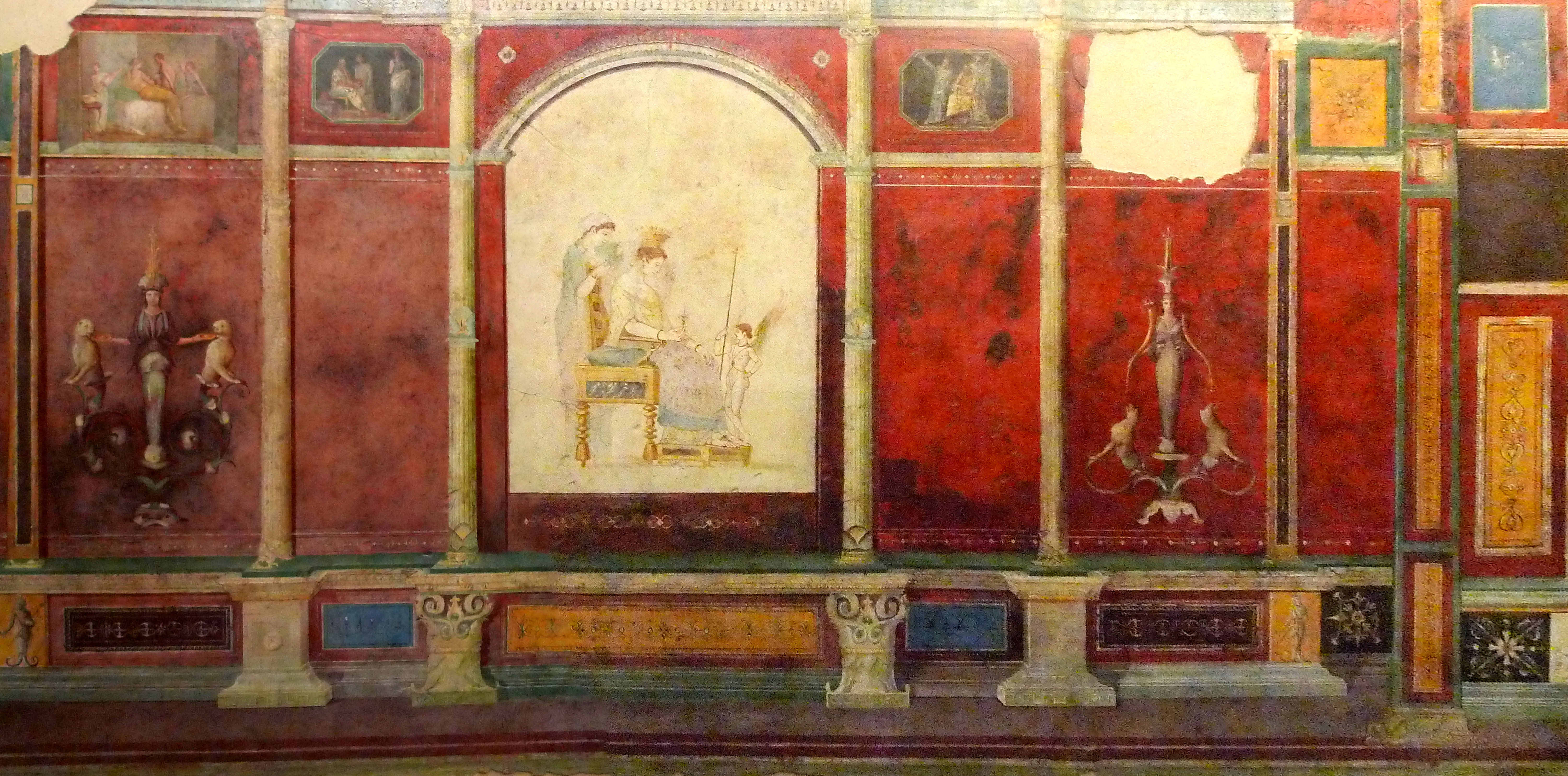
Römisches Fresko im Museo Nazionale – Palazzo Massimo

Wohl aus dem 17. Jahrhundert stammt eine Inschrift im Garten, deren Herkunft und Sinn nicht erschlossen ist:“Quisquis huc accedis: quod tibi horridum videtur mihi amoenum est; si placet, maneas, si taedet abeas, utrumque gratum”, sinngemäß übersetzt: Wer immer Du hier heranstrittst: Was Dir schaurig scheint, ist mir lieblich. Wenn es (Dir) gefällt, magst Du bleiben; wenn es (Dich) ekelt, magst Du gehen – beides ist (mir) recht.

### Die Casa della Farnesina
Unter den Gärten der Villa und der Via della Lungara wurde eine antike Villa aus der frühen Kaiserzeit, die sogenannte Casa della Farnesina, entdeckt.
Diese Anlage wurde 1880 bei der Befestigung der Tiberufer entdeckt. Bisher ist nur ein Teil der unter dem Garten gelegenen Villa ausgegraben. Es wird vermutet, dass diese Villa urbana anlässlich der Hochzeit zwischen Marcus Vipsanius Agrippa und Iulia, der Tochter des Augustus, gebaut worden ist. Die im Zuge der Ausgrabungen freigelegten Wandmalereien und Stuckreliefs befinden sich heute im Museo Nazionale Romano – Palazzo Massimo.

## Geschichte des Gebäudes

### Bauherr und Besitzer
Agostino Chigi (* 1466; † 1520), aus einer reichen Bankiersfamilie aus Siena stammend, war eine einflussreiche, ehrgeizige und mit ausnehmendem Geschäftssinn ausgestattete Persönlichkeit sowie ein bedeutender Kunstmäzen im Rom des beginnenden 16. Jahrhunderts, mit besten Beziehungen zum Kirchenstaat. Seinen gesellschaftlichen Aufstieg sicherte er sich unter Papst Alexander VI., der ihm die päpstlichen Salinen und den Alaunabbau in den Tolfabergen verpachtete. Er genoss auch den Schutz der nachfolgenden Päpste Julius II. und Leo X., mit denen er nicht nur die finanziellen Interessen, sondern auch die Begeisterung für die Künste und die Antike teilte. 1509 nahm Papst Julius II. Agostino Chigi in die Papstfamilie auf und gestattete ihm, die Eiche der Familie Della Rovere in seinem Wappen zu führen.

### Im Besitz Agostino Chigis
Nach Erwerb des Grundstücks beauftragte Chigi den ebenfalls aus Siena stammenden namhaften Architekten und Künstler Baldassare Peruzzi mit dem Bau der Villa. Das Leben in einem Landhaus außerhalb der Stadt, die Villeggiatura, war eine typische Lebensgewohnheit in der italienischen Renaissancezeit. Die Idee geht auf antike Vorbilder (z. B. Cicero – Villa am Tusculum) und Schriften zurück, in denen die Idee eine wichtige Rolle spielte, die Verbindung von Landwirtschaft, Erholung und Studium mit der kultivierten Lebensart der Städter zu erreichen.
Der Baubeginn war der 22. April 1506, wohl aufgrund einer vermeintlich günstigen Planetenkonstellation und auch, weil dieses Datum für den Gründungstag der Stadt Rom gehalten wurde. Bereits nach zwei Jahren Bauzeit erteilte Agostino Chigi den ersten Auftrag zur Innenausstattung an Peruzzi; es war die Dekoration des Raumes mit dem Fries. Im Sommer 1511 konnte der Bauherr dem Papst Julius II. seine elegante Villa zeigen.
Papst Leo X., dessen Papstwahl er finanziell unterstützt hatte, war ebenfalls mehrfach Gast im Hause Chigis und begeisterte sich an den humanistischen Diskussionen, Festessen und Theateraufführungen, die im Hof vor der Nordfassade stattfanden. Als Bühne diente die Loggia „Amor und Psyche“. Die Feste, die in der Villa gefeiert wurden, waren legendär. Das Fest anlässlich der Taufe seines zweiten Sohnes Lorenzo bildete dabei den Höhepunkt an Verschwendung und Luxus. Es gab nicht nur die ausgefallensten Speisen; nach Gebrauch warf man das Silbergeschirr in den Tiber. Angeblich hatte Agostino Chigi aber vorsorglich im Fluss Netze spannen und das wertvolle Tafelgeschirr später wieder einsammeln lassen. Das letzte der überlieferten Feste fand anlässlich der Hochzeit zwischen Agostino Chigi und Francesca Ordeaschi, im Beisein des Papstes Leo X., am 28. August 1519 in der „Sala delle Prospettive“ statt.
Die Künstler Sodoma, Sebastiano del Piombo und Pietro Aretino lebten zeitweise als Gäste in dem Gebäude.
Chigi lebte ab 1511 zusammen mit seiner jungen zweiten Frau Francesca Ordeaschi, die er erst 1519 ehelichte, sowie seinen zwei Söhnen und zwei Töchtern in der Villa. Anlässlich seiner Hochzeit verlas er sein Testament, das bis heute erhalten ist. Die Verfügungen zur Villa nahmen einen breiten Raum ein, unter anderem sollte der Besitz niemals verpfändet oder verkauft und so der Name Chigi für immer mit der Villa verbunden bleiben. Als Agostino Chigi am 11. April 1520 starb, waren die Erben der Villa seine beiden Söhne Alessandro Giovanni und Lorenzo Leone.

### Übernahme durch die Farnese
Sieben Monate nach dem Tod Chigis verstarb seine Frau, ein Jahr später der älteste Sohn Alessandro Giovanni, 1523 der posthum geborene Sohn Agostino. Der Bruder des Erbauers, Sigismondo, bezog mit seiner Familie die Villa, verließ diese jedoch kurz vor seinem Tod 1526. Unmittelbar vor dem Sacco di Roma 1527 lebten gemäß einer Volkszählung 22 Personen in dem Gebäude. 1577 wurde die Versteigerung der Villa anberaumt, jedoch durch den Kaufvertrag mit Kardinal Alessandro Farnese überflüssig. Er war schon seit langem an der Villa interessiert, bedeutete dies doch die wertvolle Erweiterung seines angrenzenden Weingartens, der Vigna Farnese. Die Familie Farnese besaß den berühmten Palazzo Farnese in Rom und den Palazzo Farnese in Caprarola – beide Bauwerke ließ Alessandro Farnese, der spätere Papst Paul III. errichten. Die Farnese planten, den römischen Palazzo Farnese durch eine Brücke über den Tiber mit der Villa della Farnesina zu verbinden. Von diesem Projekt wurde 1603 jedoch nur der erste – heute noch zu sehende – Brückenbogen über die Via Giulia ausgeführt.
Bis 1626 nutzte der römische Familienzweig der Farnese die Villa, die durch Erbfolge an die Herzöge von Parma fiel, das in Parma und Piacenza regierende herzogliche Haus der Farnese. Diese vermieteten sie an prominente Gäste, wie 1633 an Kardinal Richelieu, 1652 an Kardinal Friedrich von Hessen-Darmstadt, 1655/56 an die Königin Christine von Schweden und ab 1661 an französische Botschafter Ludwigs XIV.

### Weitere Besitzgeschichte
In die Zeit um 1650 fiel die erste Renovierung des Palastes und die Schließung der Loggien durch Glastüren zum Schutz vor Witterungseinflüssen. Ende des 17. Jahrhunderts veranlasste der Herzog von Parma weitere Renovierungsarbeiten. 1731 übernahm durch eine Erbschaft das französische Königshaus der Bourbonen nach dem Aussterben der Farnese das Herzogtum und damit auch die Villa. Anschließend fiel sie Karl IV. von Neapel und beider Sizilien zu und diente weiterhin zur Unterbringung von hohen Würdenträgern am Hof oder in der Kurie. In der Zeit von 1741 bis 1747 wurden weitere Sanierungsarbeiten an der Villa vorgenommen und die Räume bzw. Loggien mit wertvollen Antiken aus dem Palazzo Farnese ausgestattet. In den Stichen von Giuseppe Vasi kann man den äußeren Zustand zu dieser Zeit erkennen.
1864 war die Villa Farnesina Wohnsitz des spanischen Botschafters in Neapel, Salvador Bermúdez de Castro, Fürst von Ripalta, der ihn in Erbpacht erwarb, grundlegend sanierte und auch bauliche Veränderungen vornehmen ließ. Dazu gehörten die Verlegung des Haupteingangs und die Schaffung des Vestibüls am Südeingang, die Veränderung der Belvedereloggia und die erneute Anlage des Gartens. 1927 erwarb das Königreich Italien die Villa, die sie zum Sitz der Accademia d’Italia machte und 1944 die Eigentumsrechte an die Accademia dei Lincei, der von Fürsten Cesi 1603 gegründeten Akademie der Wissenschaften, übergab. Diese, im gegenüberliegenden Palazzo Corsini untergebracht, nutzte sie für offizielle Empfänge. Außerdem befindet sich dort seit 1950 das Gabinetto Nazionale delle Stampe mit einer bedeutenden grafische Sammlung für Drucke und Zeichnungen, als Teil des Istituto Nazionale per la Grafica.
1969 bis 1973 führte das Istituto Centrale del Restauro erneut Restaurierungen durch. 2013 wurden die Sanierungsarbeiten an den Außenfassaden abgeschlossen.

## Architektur
Der von Baldassarre Peruzzi nach dem Vorbild der Villa Chigi alle Volte bei Siena entworfene zweiflügelige Palast galt in seiner architektonischen Gliederung, seinen harmonischen Proportionen und mit seiner kunstvoll gestalteten Gartenanlage im 16. Jahrhundert lange als Vorbild für einen fürstlich repräsentativen Landsitz. Er markierte für die römische Villenarchitektur den Übergang von der Früh- zur Hochrenaissance.
Das Gebäude ist im Grundriss ein einfacher, klar gestalteter Bau in U-Form, dessen Flügel proportional ausgebildet sind und an Risalite des Palastbaus dieser Zeit erinnern. Die Villa besitzt 2 Loggien und insgesamt 40 Räume, die sich auf 2 Geschosse und 2 Mezzanine verteilen. Architektonische Änderungen in der Raumaufteilung wurden bereits von Peruzzi selbst vorgenommen, beispielsweise im „Saal der Perspektiven“, der eine Erweiterung nach Westen erfuhr. Die Restaurierungen des 17. und insbesondere des 18. und 19. Jahrhunderts haben zu weiteren Veränderungen geführt; so wurden die Loggien geschlossen und die Raumaufteilungen verändert.
Über dem östlichen Seitenflügel in Richtung Tiber befindet sich noch eine Belvedereloggia, die ursprünglich fünf Achsen aufwies, aber bei der Sanierung des Gebäudes 1861–1863 auf drei Achsen verkleinert wurde. Die Wohn- und Gästeräume waren vermutlich im zweiten Mezzanin untergebracht. Die Küche der Villa befand sich unter der Loggia der Galathea.
Chigi ließ, nachdem er 1510 nördlich der Villa das Grundstück dazu erwerben konnte, nach einem Entwurf von Raffael, wie Vasari in seiner Künstlerbiografie anmerkt, einen Marstall errichten. Wahrscheinlich wurde dieser nie vollendet und 1808 nach einer langen Zeit der Baufälligkeit, die durch Baumängel bereits in der Entstehungsphase verursacht war, abgerissen. Ebenfalls von Raffael entworfen war eine Loggia am Tiberufer, die vermutlich dem schweren Hochwasser 1531 zum Opfer fiel.

### Konstruktion/Grundrisse
Konstruktionsskizzen oder andere schriftliche Unterlagen von Peruzzi zur Villa haben sich nicht erhalten. Jedoch existieren in dem Archivio Chigi noch Aufzeichnungen zum Bauverlauf und den Ausführungen. Diese und die empirischen Analysen der Villa durch Christoph Luitpold Frommel lassen von Peruzzi angewandte Proportionalgesetzmäßigkeiten erkennen, auf denen der Bau beruht. Wesentliche und ästhetisch bestimmende Elemente des Baus und insbesondere der Fassaden wurden streng mathematisch nach dem Proportionalverhältnis 1:2 bzw. 2:1 erstellt, unter anderem die Seitenflügel, die lichten Maße der Fenster in beiden Hauptgeschossen und die lichten Maße der Arkaden. Gleichzeitig ist wiederholt das Quadrat als geometrisches Element zu finden, z. B. in Raumgrundrissen und Fassadengliederungen. August Thiersch hat dieses grundlegende Prinzip der klassischen Architektur, insbesondere aber der italienischen Renaissance, als das Gesetz der Ähnlichkeit beschrieben.

Grundriss mit heutiger Raumaufteilung und den auf die Südseite verlegten Haupteingang der Villa
Obergeschoss

## Äußere Gestaltung
Die Fassaden sind klar gegliedert, elegante dorische Pilaster strukturieren horizontal die Flächen zwischen den rechteckigen Fenstern. Markante Gesimse trennen die beiden Hauptgeschosse voneinander. Optisch fällt das rund um das Gebäude verlaufende, reich mit Putten, Früchten und Girlanden verzierte Attikastuckband ins Auge und verleiht dem Gartenpalast Leichtigkeit und Harmonie. Streng klassisch ist die ungerade Zahl der Achsen – neun an den Längsseiten, sieben an den Querachsen des Gebäudes – mit der Betonung der Mitte. Die der Straße zugewandte Westfassade ist repräsentativ und geschlossen, ohne jedoch eine besondere Wirkung zu entfalten. Die Außenfassaden trugen ursprünglich Bemalungen, die jedoch nicht mehr erhalten sind. 1509 erhielt Peruzzi hierzu den Auftrag, was durch Zeichnungen dokumentiert ist.
Interessant sind die verschiedenen Baumaterialien und deren Verwendung an den Fassaden. Das Hauptgesims ist aus graugrünlichem Peperino, der Figuren- und Girlandenfries aus Terrakotta, der Architrav und die Pilasterkapitelle wieder aus Peperino. Die Pilasterflächen sind zum Teil aus Backsteinen fein herausgearbeitet, an den Eckpilastern sind erneut Peperinosteine eingesetzt; die Fensterumrahmungen im Obergeschoss, die Brüstungs- und Sockelstücke, die Stockwerkgesimse, die Arkadenbögen und Fensterumrahmungen des Erdgeschosses sind ebenfalls aus Peperino gefertigt. Die Mauerflächen beider Stockwerke sind verputzt und im Anstrich seit 2012 von ocker- auf sandfarben verändert worden.

### Nordfassade
Der Eingang zur Villa lag ursprünglich auf der Nordseite, „wo die Lauben und Pavillons des Gartens in die gemalten grünen Girlanden der Loggia von Amor und Psyche übergingen und so eine eindrucksvolle Wirkung der Symbiose mit der Architektur erzeugten.“ Die Fassade mit ihren fünf Arkaden und den beiden raumschaffenden Seitenflügeln bildet die eindrucksvolle Ansicht der Villa und durchbricht damit die Strenge der Außengestaltung. Im 19. Jahrhundert verlegte man den Eingang auf die Südseite, wobei die Loggia „Amor und Psyche“ ihre Funktion als Vestibül verlor.

### Südfassade
Die streng gegliederte ebenmäßige Fassade ist durch Lisenen in zwei Gesimse geteilt. In der horizontalen Gliederung lassen sich die Regeln des Goldenen Schnitts erkennen. Die Positionierung der Mezzanine – im Erdgeschoss-Bereich unterhalb der ersten Lisene, im Bereich des Piano nobile über die letzte Lisene in das Fries gesetzt – lässt diese in ihrer Wirkung zurückweichen und die Fenster als dekoratives Element erscheinen.

## Innere Ausstattung
Die repräsentativen Räume und Loggien ließ Chigi mit Wand- und Deckenfresken ausstatten, die Themen aus der Welt der Antike, der Welt der Symbole und Mythen sowie der Astrologie aufgreifen. Dazu erteilte er 1508 den ersten Auftrag an Peruzzi zur Gestaltung des „Saals mit dem Fries“, der für wichtige Zeremonien und als Warteraum für Gäste bestimmt war. Im Jahre 1511 begann Peruzzi mit der Dekoration der Loggia der Galatea, deren Programmatik der Humanist Cornelio Benigni nach dem Horoskop Agostino Chigis erarbeitete und Peruzzi in Bilder umsetzte. Aus Venedig brachte Chigi im gleichen Jahr den jungen Sebastiano del Piombo mit, der mit den Metamorphosen des Ovid und dem Riesen Polyphem an der Dekoration der Loggia mitwirkte. Raffael schuf, aus der gleichen Quelle schöpfend, die aparte Figur der Galatea.
Nach einer Unterbrechung von fünf Jahren und in Vorbereitung seiner Hochzeit erteilte Chigi Raffael den Auftrag zur gesamten Dekoration der Vestibül-Loggia. Vasari berichtet, dass Agostino Chigi diesem erlaubt habe, seine Freundin (vermutlich Fornarina) bei sich am Arbeitsplatz zu haben, um die Arbeiten zu beschleunigen. Die Vorgaben an den Künstler waren lediglich, dass die Thematik an der bevorstehenden Hochzeit orientiert und die Umsetzung beeindruckend für die hochstehenden Gäste sein sollte. Die Wahl fiel auf das Märchen „Amor und Psyche“, das mit der Hochzeit auf dem Olymp seinen Höhepunkt hat. Parallel erfolgten die Umbauten am Schlafzimmer der Brautleute im Obergeschoss. Auch hier ist der Freskenzyklus mit der Hochzeit Alexander des Großen mit Roxane auf die Bedeutung des Raumes abgestimmt und von symbolischen Szenen begleitet. Gleichzeitig arbeitete Peruzzi an dem „Saal der Perspektiven“ und schuf, umgeben von einer eleganten Scheinarchitektur, verblüffend perspektivische Ausblicke auf Stadt und Landschaft. In diesem Raum fand 1519 die Hochzeit des Bankiers statt.

„Dank der Kombination des vortrefflichen Kompositionsvermögens Raffaels, der Meditation Peruzzis über die Antike und der luftigen Farbenpracht Piombos konnte der Hausherr seine Gäste nicht nur mit mythologischen Episoden und ihrer symbolischen Bedeutung unterhalten, sondern auch über die ausdrucksmäßigen und stilistischen Talente der drei größten Maler seiner Zeit diskutieren, die er im Augenblick der vollkommensten Reife ihrer künstlerischen Fähigkeiten zusammengebracht hatte, um dem Haus der Dynastie Chigi Ruhm und Ehre zu verleihen.“

### Loggia von Amor und Psyche

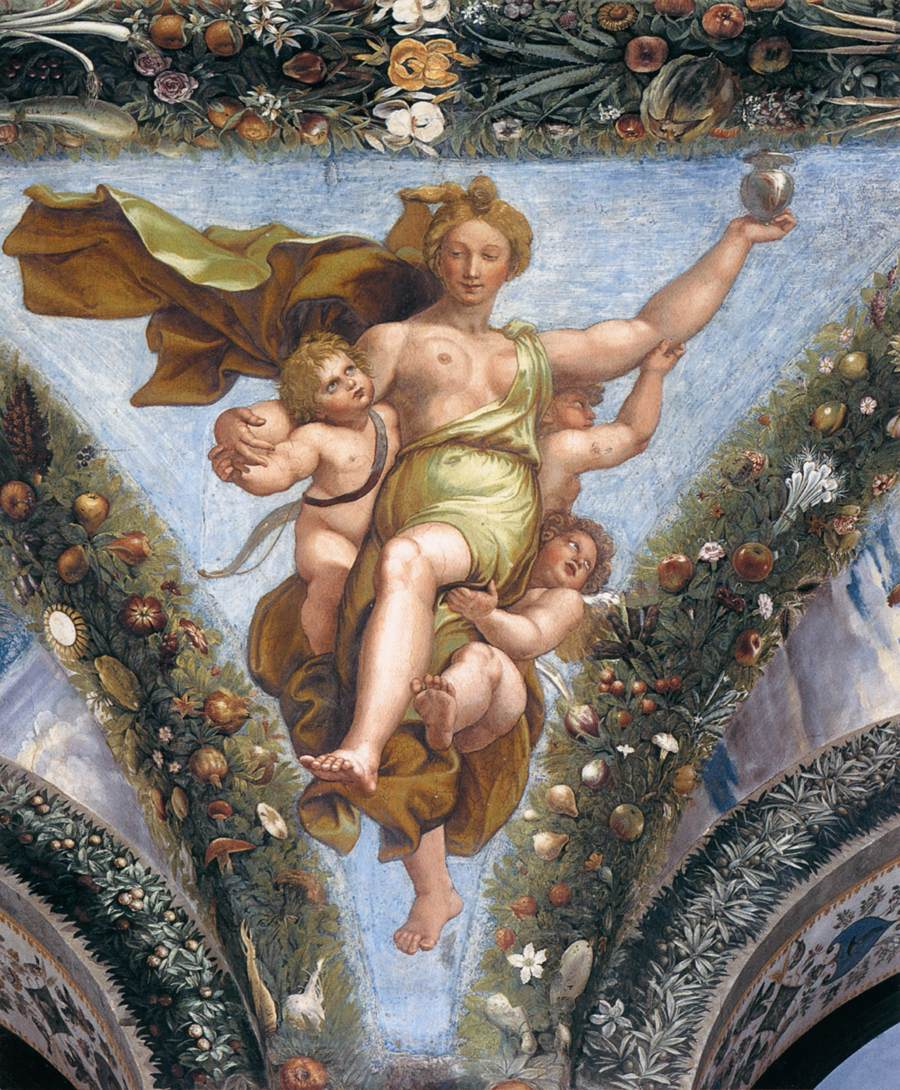
P9 – Psyche wird auf den Olymp getragen Giulio Romano
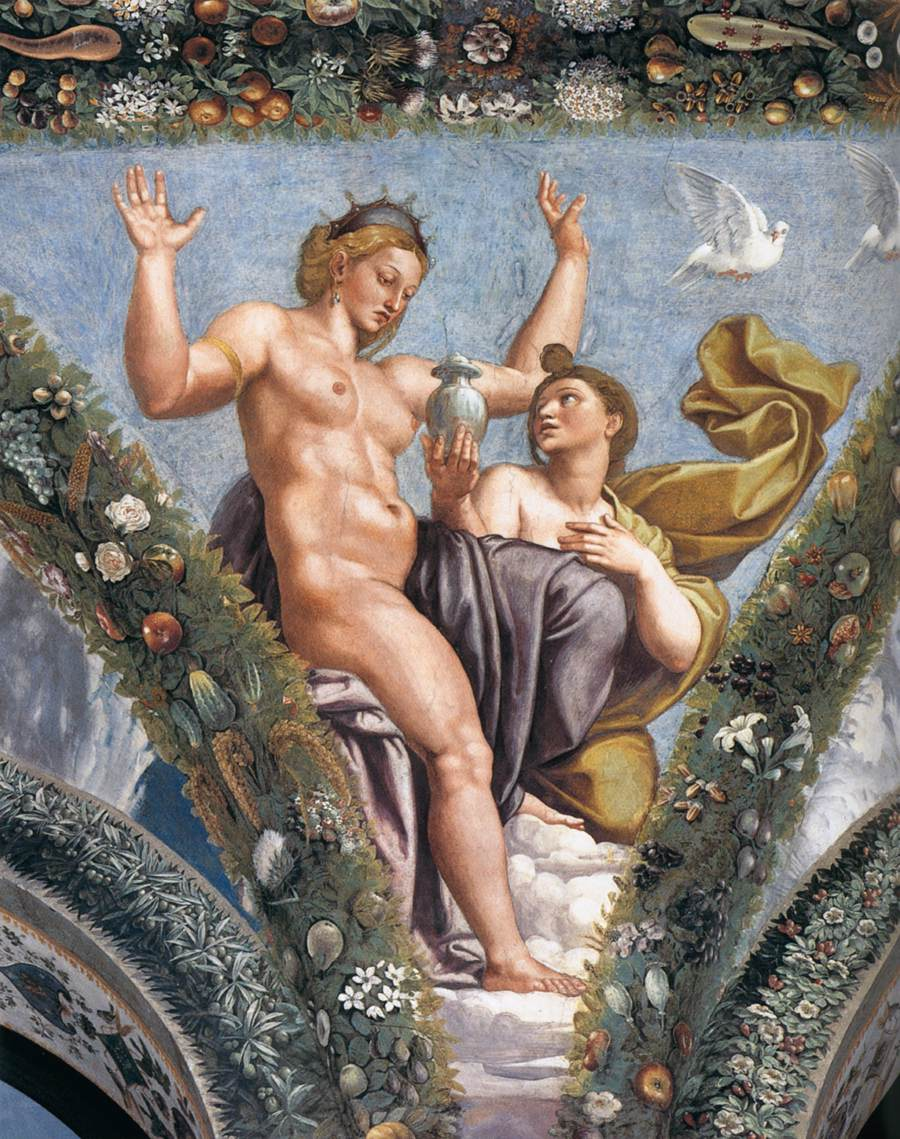
P10 – Psyche reicht Venus die Wasserkanne Giulio Romano
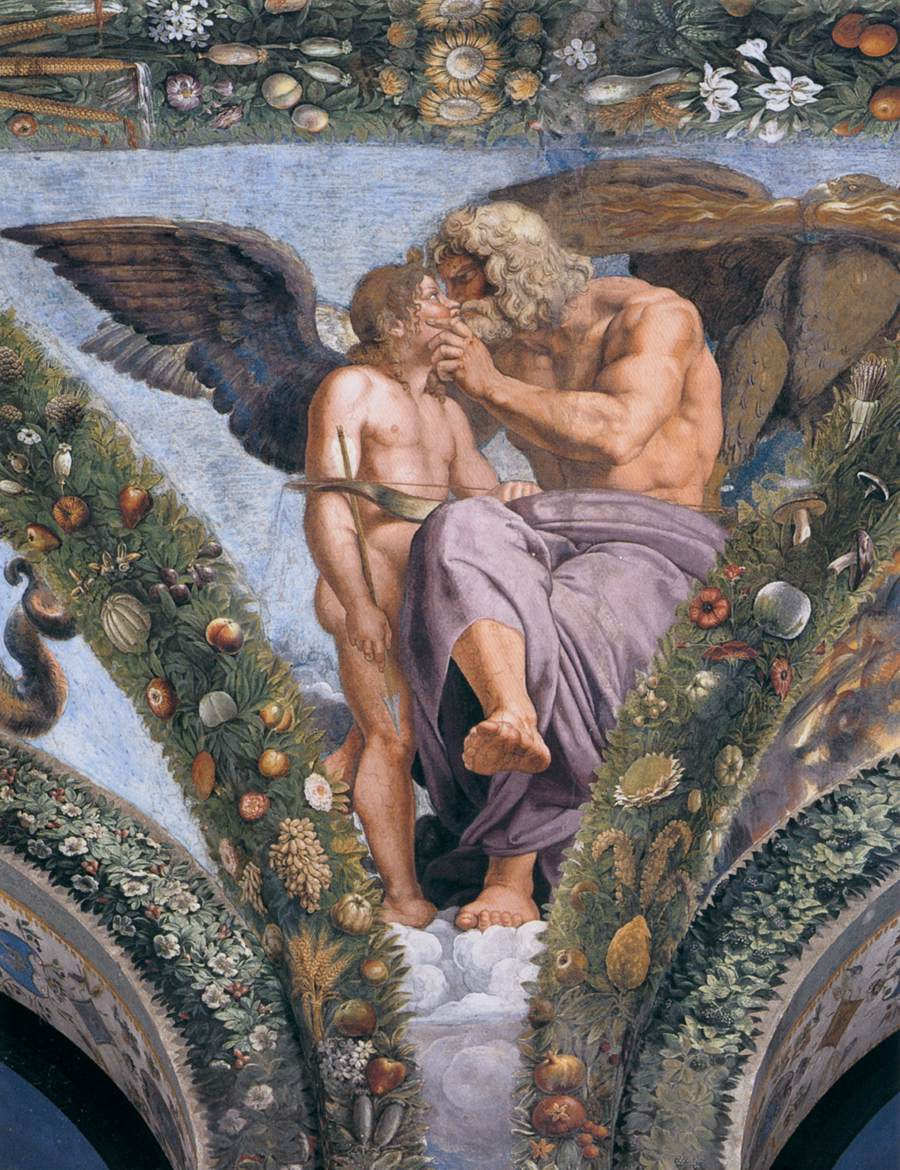
P11 – Jupiter küsst Amor Giulio Romano
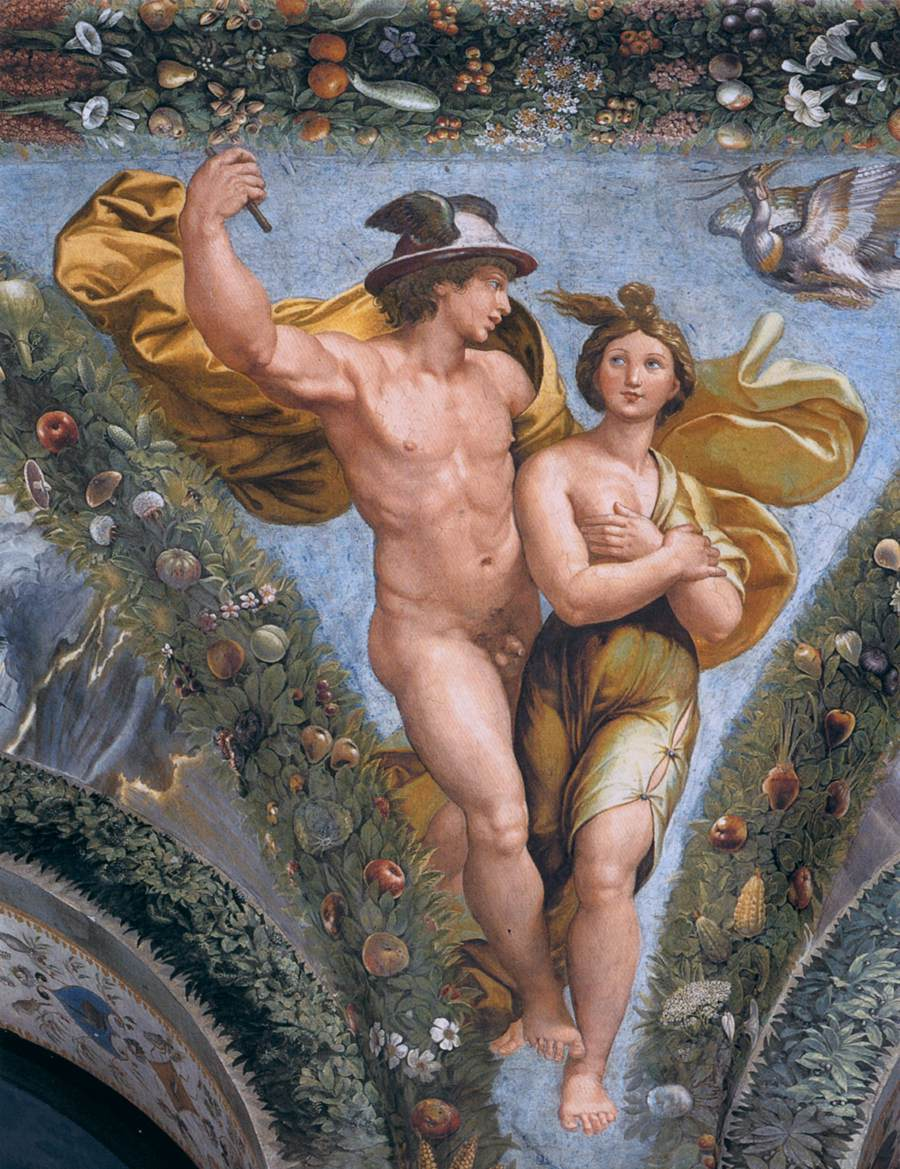
P12 – Merkur und Psyche Giovann Francesco Penni

Dieser langgestreckte Saal verdankt seinen Namen den Fresken, die Raffael und seine Schüler 1518 an der Decke und in den Zwickeln ausgeführt haben. Sie sind inspiriert vom Märchen Amor und Psyche aus dem Roman „Der goldene Esel“ von Apuleius. Alle Szenen sind von Girlanden mit naturgetreuen Pflanzen, Blumen und Früchten umkränzt, welche die Eingangsloggia in eine Laube verwandeln. Diese Durchdringung von Haus und Garten mit stilistischen Natur-Elementen war in dieser Zeit sehr gefragt und wurde von Giovanni da Udine meisterlich umgesetzt.
Im Zentrum der Decke sind in zwei langen, durch Blumengirlanden abgegrenzten Feldern die Höhepunkte des Märchens dargestellt. Die Bilder in den Zwickeln sind von seinen Schülern nach Entwürfen des Raffael ausgeführt; die kleinen Zwickel zeigen allegorische Darstellungen mit Putten.
- Zentrale Deckenbilder

- Östlicher und westlicher Deckenteil

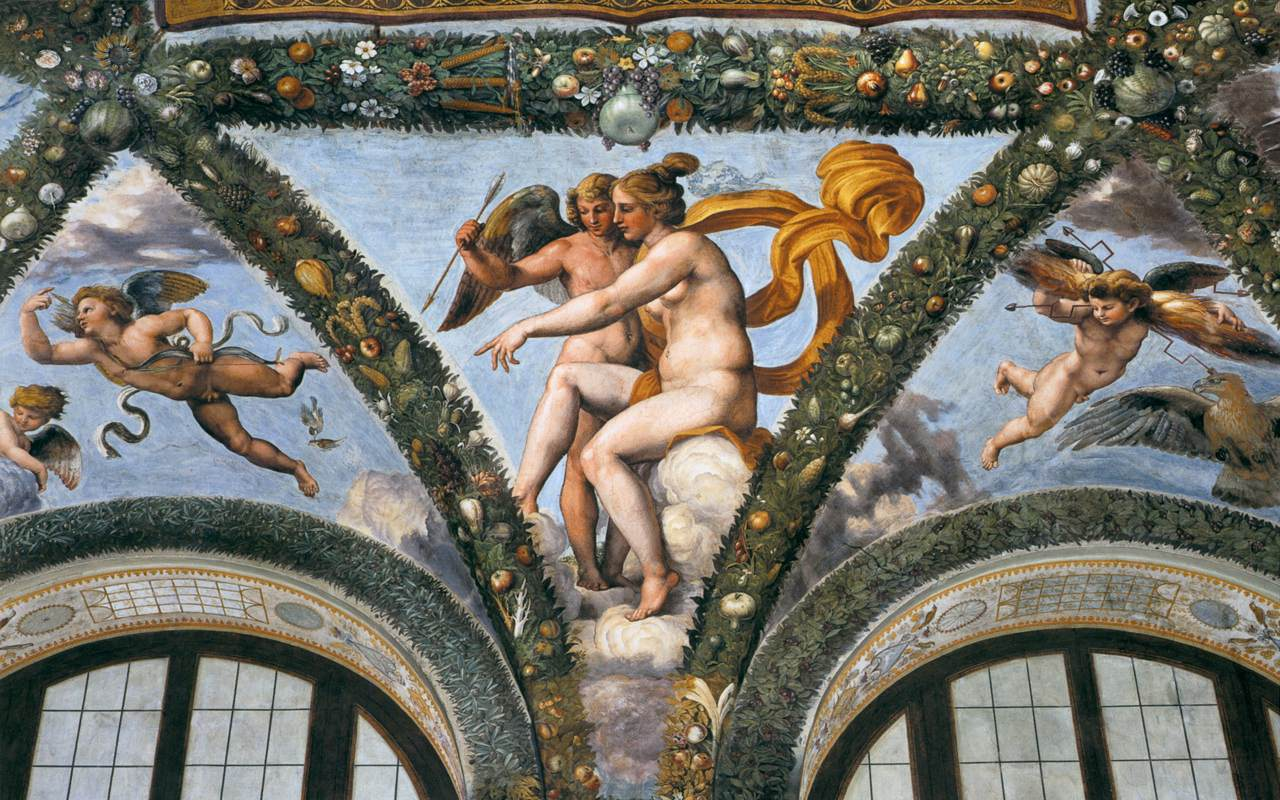
P3 – Venus zeigt dem Amor die Psyche Raffellino del Colle
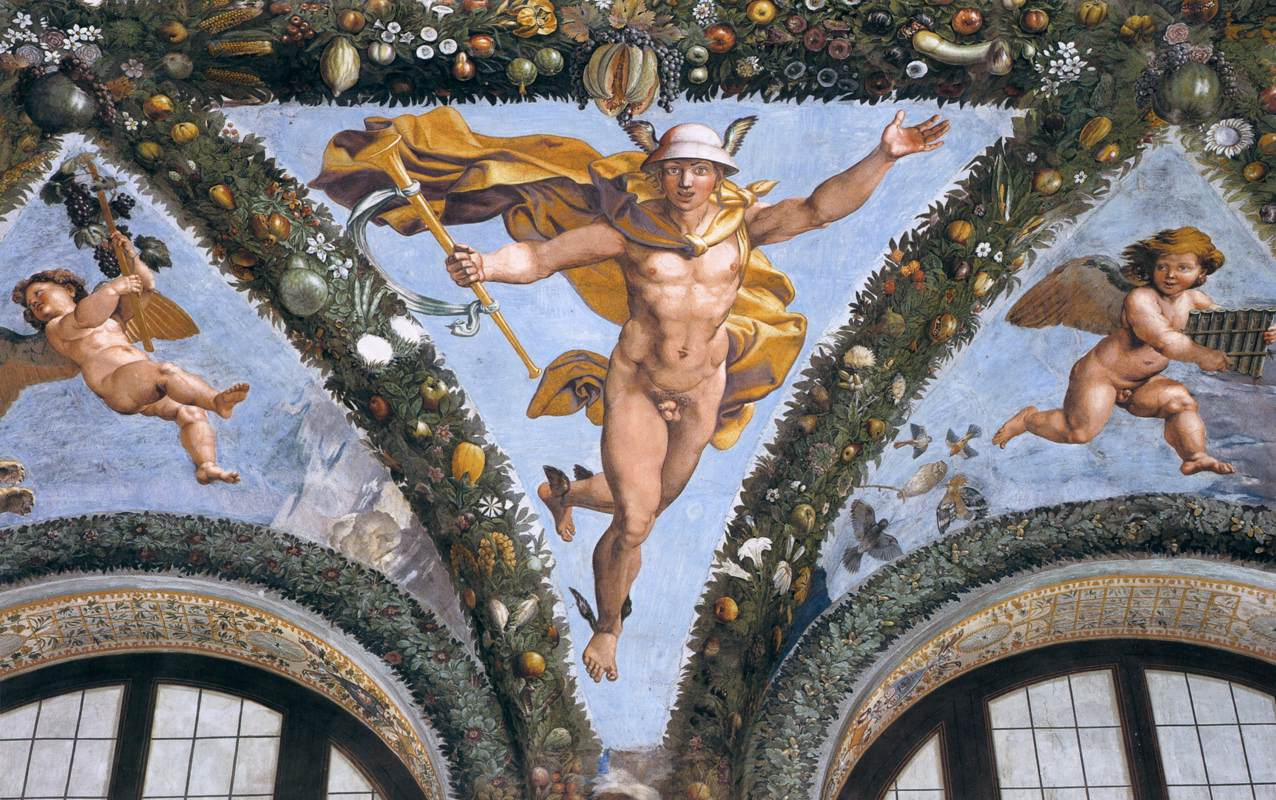
P8 – Merkur sucht die Psyche Giulio Romano

- Südlicher Teil der Decke

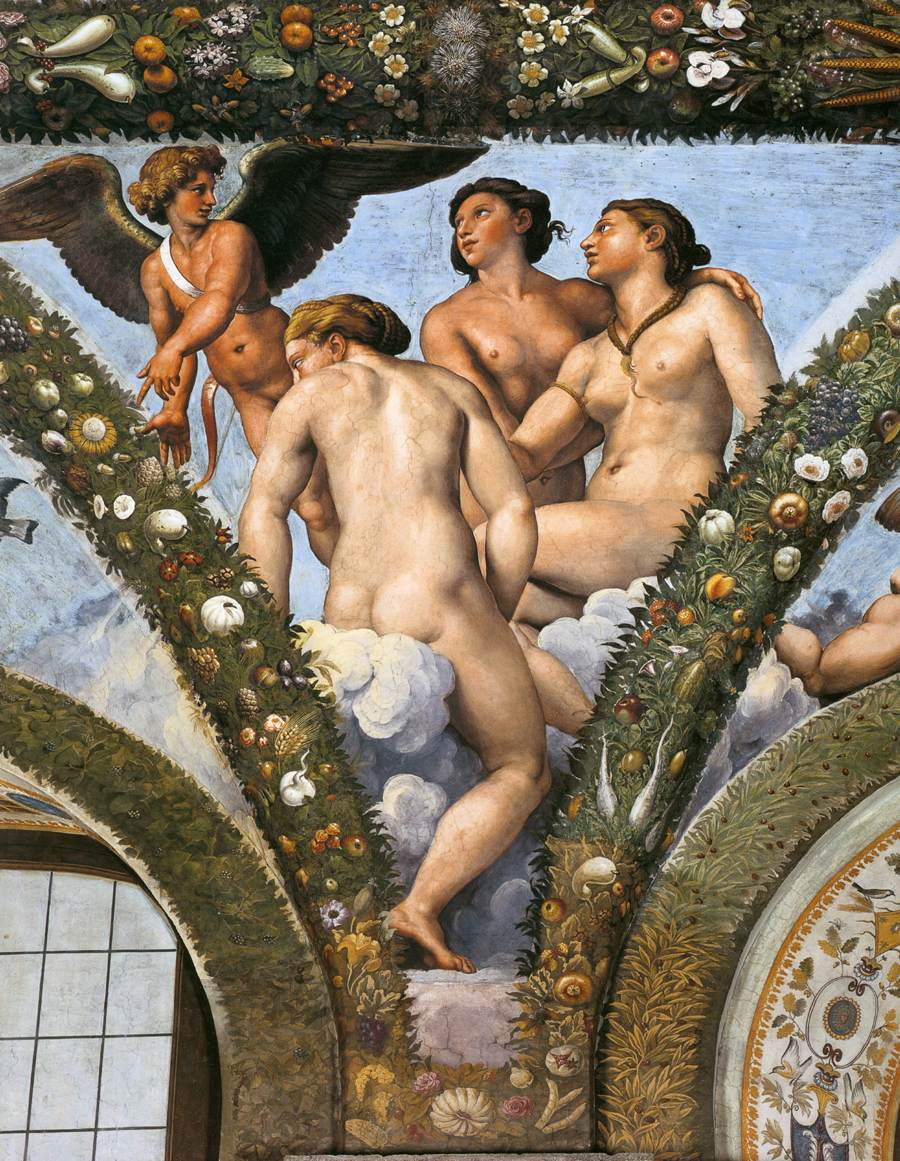
P4 – Amor und die drei Grazien Giulio Romano
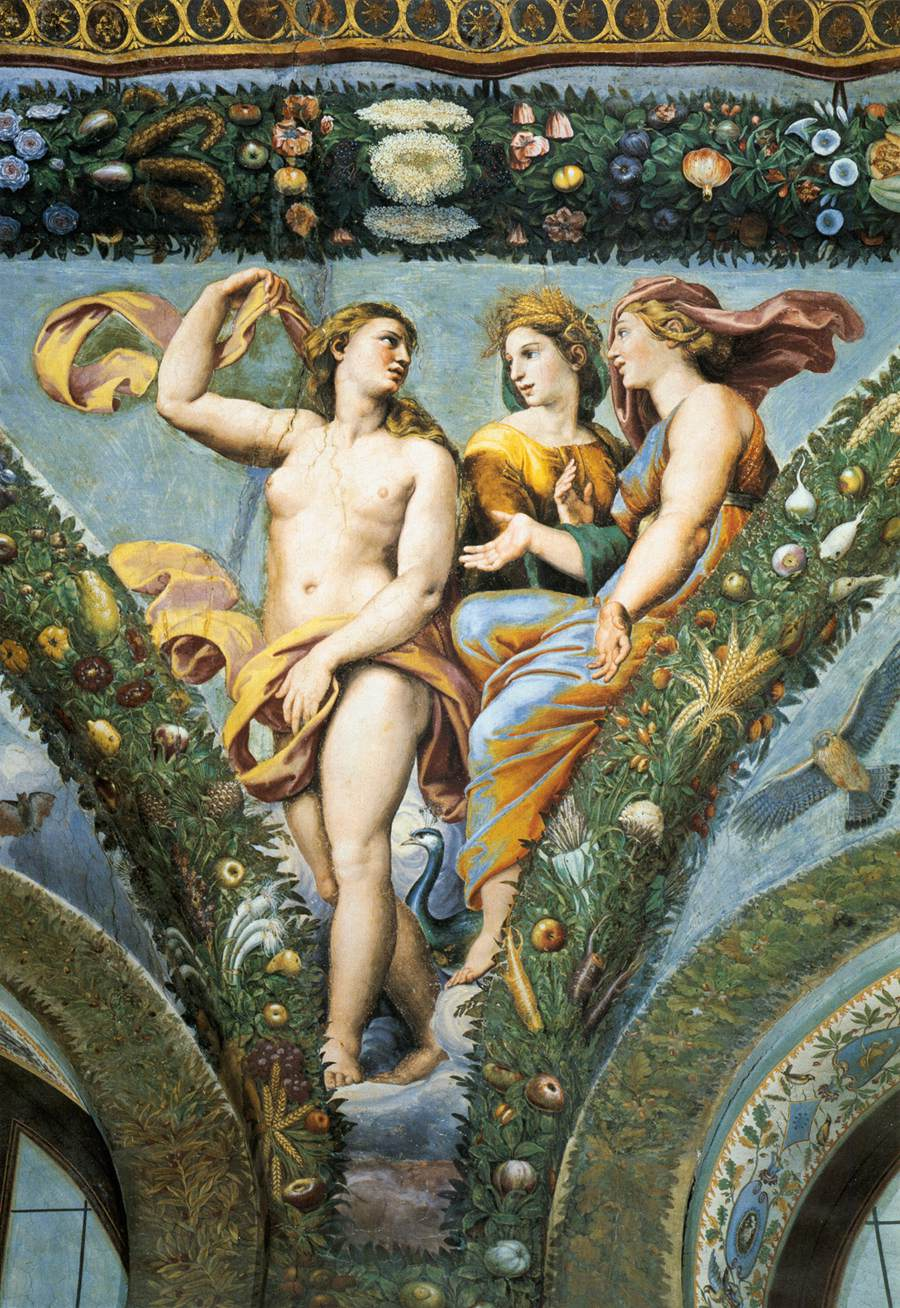
P5 – Venus begegnet Ceres und Juno Giulio Romano
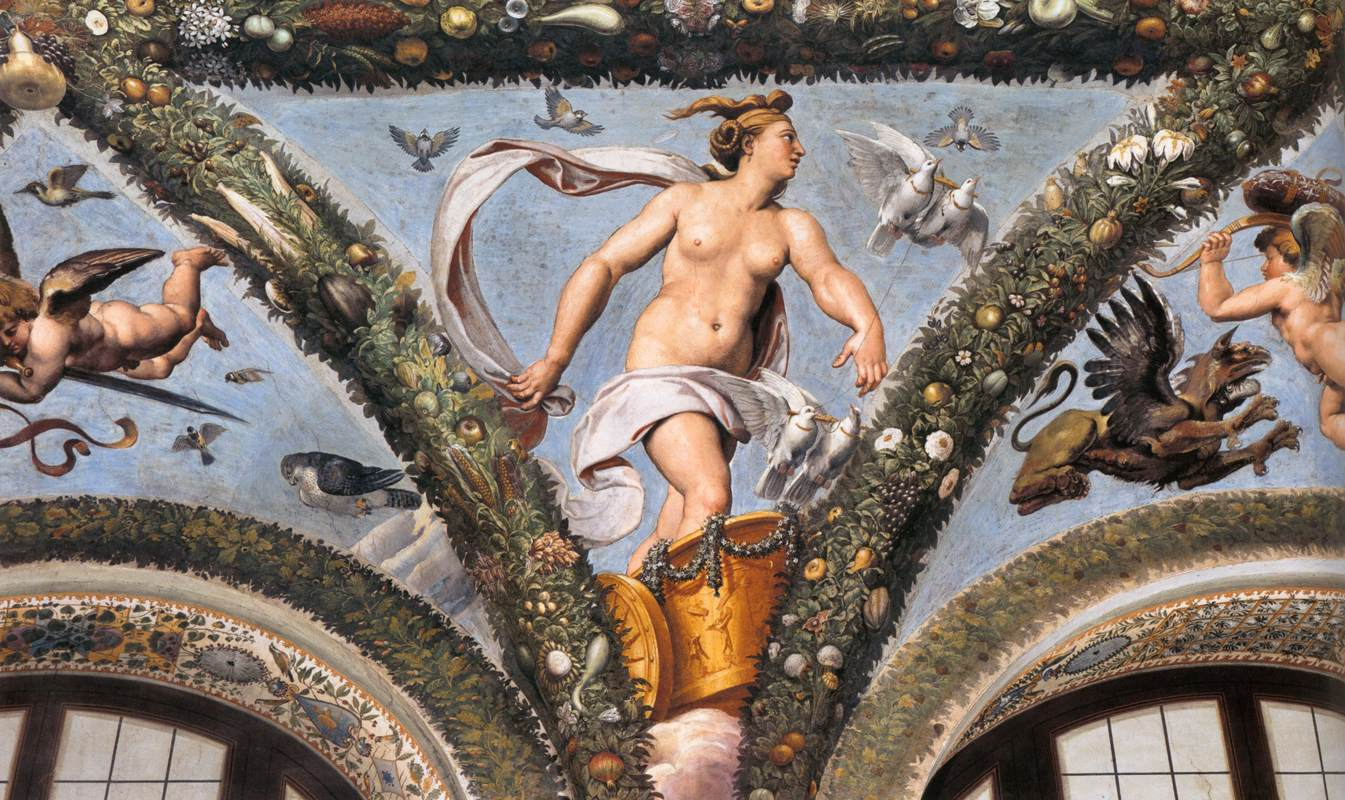
P6 – Venus fährt im Wagen zu Jupiter Giulio Romano
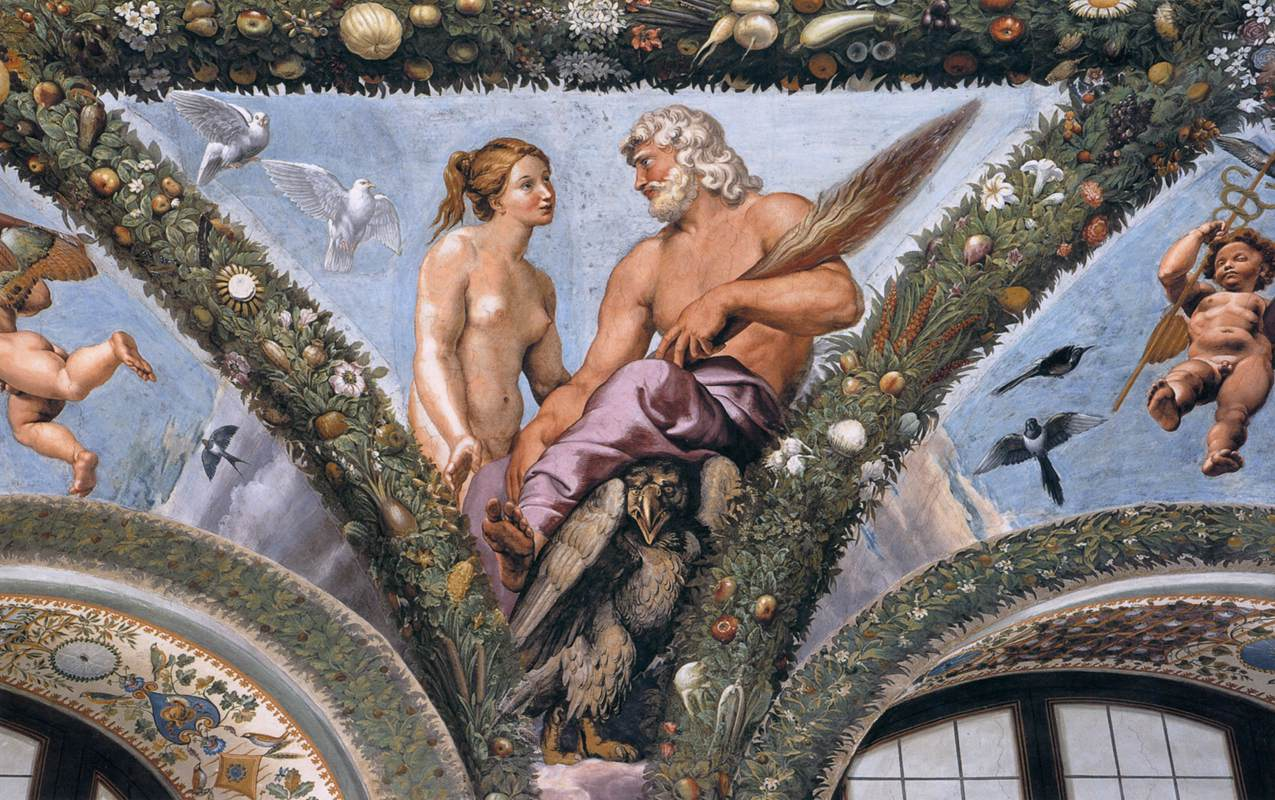
P7 – Venus und Jupiter Giovann Francesco Penni

- Nördlicher Teil der Decke

- P9 – Psyche wird auf den Olymp getragen
Giulio Romano
- P10 – Psyche reicht Venus die Wasserkanne 
Giulio Romano
- P11 – Jupiter küsst Amor 
Giulio Romano
- P12 – Merkur und Psyche 
Giovann Francesco Penni

### Loggia der Galatea

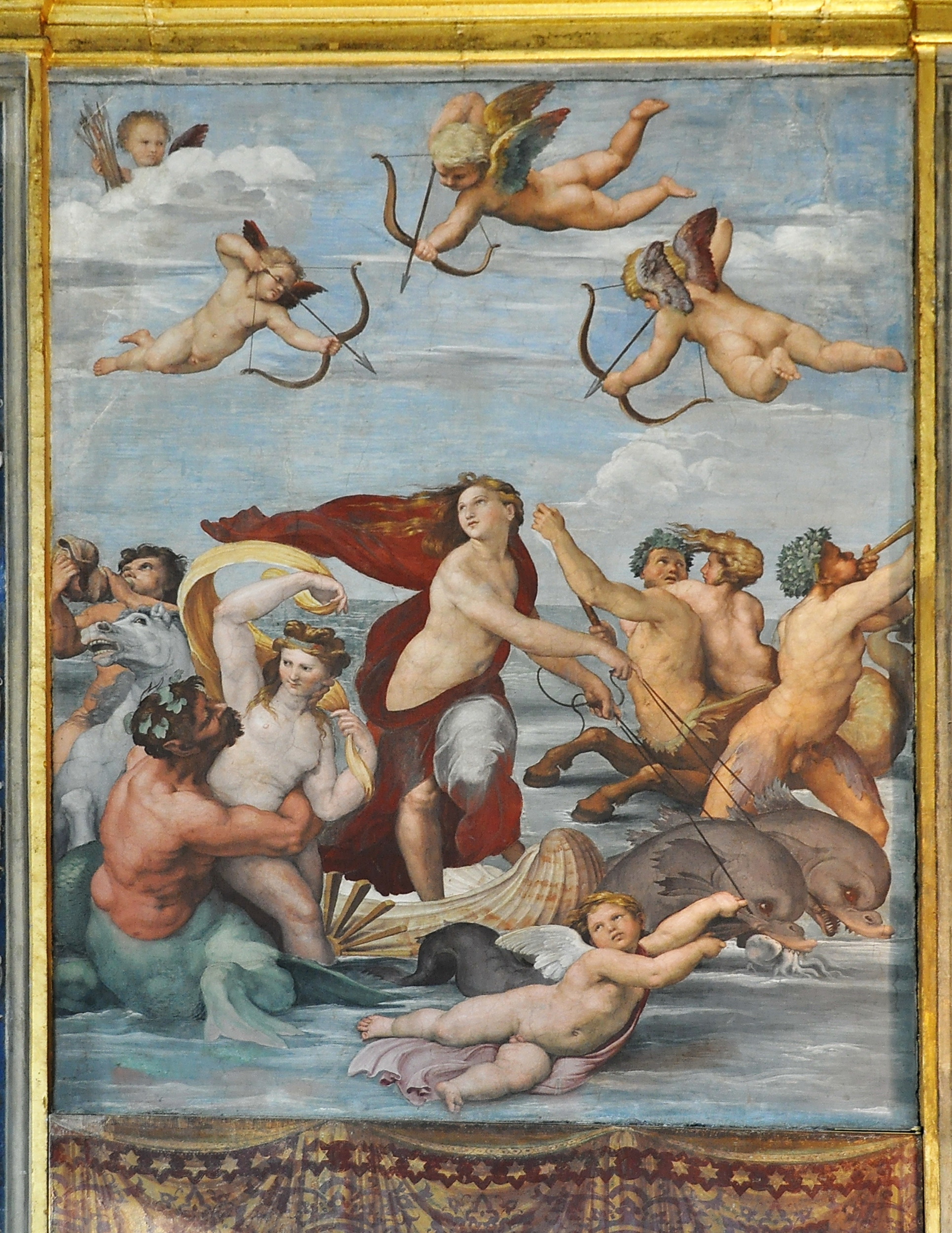
Raffael: Der Triumph der Galatea

Dieser Raum erhielt seinen Namen nach dem berühmten Fresko des Raffael. Die restlichen Malereien in diesem Raum sind Arbeiten von Sebastiano del Piombo und Baltassarre Peruzzi.
An der Westseite befindet sich Der Triumph der Galatea, ein Meisterwerk des Raffael, entstanden in den Jahren 1511 und 1512. Es zeigt Galatea im Meer auf einer Muschel als Fahrzeug, gezogen von zwei Delfinen, umgeben von Tritonen und vielen Meeresgöttern. Raffael erklärt in einem Brief an Baldassare Castiglione, dass er sich – um der herrlichen Hauptfigur des Gemäldes Leben zu geben – verschiedene überaus schöne Frauen angesehen habe; am Ende jedoch auf ein Modell gekommen sei. Es war offensichtlich Agostinos langjährige Kurtisane Imperia Cognati. Neben der Galatea ist ihr Geliebter, der einäugige Riese Polyphem von Sebastiano del Piombo 1512 ausgeführt.
Im 17. Jahrhundert wurde die Ausstattung des Raumes durch Landschaftsmalereien ergänzt. Die Freskomalereien des Saals wurden 1863 überarbeitet und 1969–1973 restauriert.

#### Lünetten
| Sebastiano del Piombo schuf auch acht der zehn Bilder in den Lünetten, die Szenen aus den Metamorphosen von Ovid zeigen: L1: Dädalus und Ikarus L2: Juno L3: Skylla schneidet Nisus die Haare L4: Sturz des Phaeton L5: Boreas raubt die Orithya L6: Thereos verfolgt Philomela und Procne L7: Aglauro und Herse L8: Zephyros und Flora L9 In der weiteren Lünette der von Peruzzi geschaffene monochrome Kopf eines Jünglings; er soll der Überlieferung nach von Michelangelo, anlässlich eines Besuches bei seinem Freund Sebastiano del Piombo, gemalt worden sein, um Raffael seine Überlegenheit zu zeigen. L10-14 sind Landschaftsmalereien des 17. Jahrhunderts | - Lünetten in der Loggia |  |

#### Deckenbemalung
Das komplizierte Bildprogramm an der Decke, ausgeführt von Baldassare Peruzzi im Jahre 1511, zeigt zum einen mythologische Symbolfiguren, zum anderen Anspielungen auf das Horoskop des Agostino Chigi, dem sein Geburtsdatum (1. Dezember 1466, 19.00 Uhr) zugrunde liegt.
| Im Zentrum der Decke befinden sich zwei längliche oktogonale Felder, in denen der Ruhm und dessen Abhängigkeit von der Gunst der Gestirne symbolisch wiedergegeben wird: G1 Perseus schlägt der Gorgone das Haupt ab; die Fama verkündet den Ruhm G2 Callisto wird in Helike, dem Sternbild des Großen Wagens (auch Großer Bär) verwandelt In den 14 Zwickeln und 10 Sechsecken sind mythologische Szenen, verbunden mit bestimmten Sternkonstellationen aus dem Horoskop des Chigi, enthalten: G3 Jupiter, in einen Stier verwandelt, raubt Europa G4 Eridanus G5 Leda und der Schwan G6 Auriga G7 Herkules tötet die lernäische Schlange G8 Doppelzwickel: Argo und Canis G9 Herkules zähmt den nemeischen Löwen G10 Doppelzwickel: Serpens und Corvus, Crater G11 Diana und Erigone, Mond in der Jungfrau – Aszendent Chigis im Moment seiner Empfängnis G12 Corona G13 Merkur und Mars G14 Ara G15 Apollo und Zentaur, Sonne in Schütze – Aszendent Chigis zum Zeitpunkt seiner Geburt G16 Lyra G17 Venus im Steinbock G18 Doppelzwickel: Sagitta und Delphin G19 Raub des Ganymed G20 Doppelzwickel: Cygnus und Pegasus G21 Venus, Amor und Saturn G22 Triangulum | - Decke der Loggia der Galatea |

### Saal mit dem Fries
Dieser Raum verdankt seinen Namen dem Fries, der unter der Decke rings um die Wände läuft. Es ist ein Werk Peruzzis, der den Raum um 1508 gestaltet hat. Auf der Nord- und einem Teil der Ostseite sind die Arbeiten des Herkules dargestellt, als Anspielung auf die Tugenden des Auftraggebers und mythologische Episoden. An der Kassettendecke befinden sich zwei Inschriften in Kartuschen von 1863, die Auskunft zu den von Salvator Bermudez a Castro vorgenommenen Renovierungen geben.

### Saal der Perspektiven
Zwischen 1518 und 1519 versah Peruzzi und seine Werkstatt diesen großen Saal mit Freskomalereien, die den Eindruck einer Loggia erwecken sollten. An den Wänden finden sich zwischen Scheinsäulen Aussichten auf Stadtansichten und fiktive Landschaften, in den Nischen über Fenstern und Türen die Figuren der Götter sowie an der Nordwand über dem Kamin Die Schmiede des Vulkan. Der Fries, der den gesamten Raum auf der Oberseite der Wände umläuft, ist durch weibliche Hermen als Scheinreliefs in lange Felder mit Darstellungen mythologischer Szenen gegliedert:
| Nordseite S1 Venus und Adonis S2 Triumph des Bacchus S3 Wettlauf zwischen Pelops und Oenomaos S4 Parnassus S5 Triumph der Venus Über dem Kamin: Die Schmiede des Vulkanus Ostseite S6 Iris bittet Hypnos, Morpheus zu Alkyon zu senden S7 Wagen der Aurora und Procris vom Pfeil des Kephalos getroffen S8 Der Sonnenwagen Südseite S9 Die Toilette der Venus S10 Apollo mit dem Brautkranz S11 Mythos des Arion S12 Mythos von Pan und Syrinx Westseite S13 Alkyone sieht Keyx tot im Meer S14 Deukalion und Pyrrha S15 Daphne in einen Lorbeerbaum verwandelt | - Wände des Saals der Perspektiven |

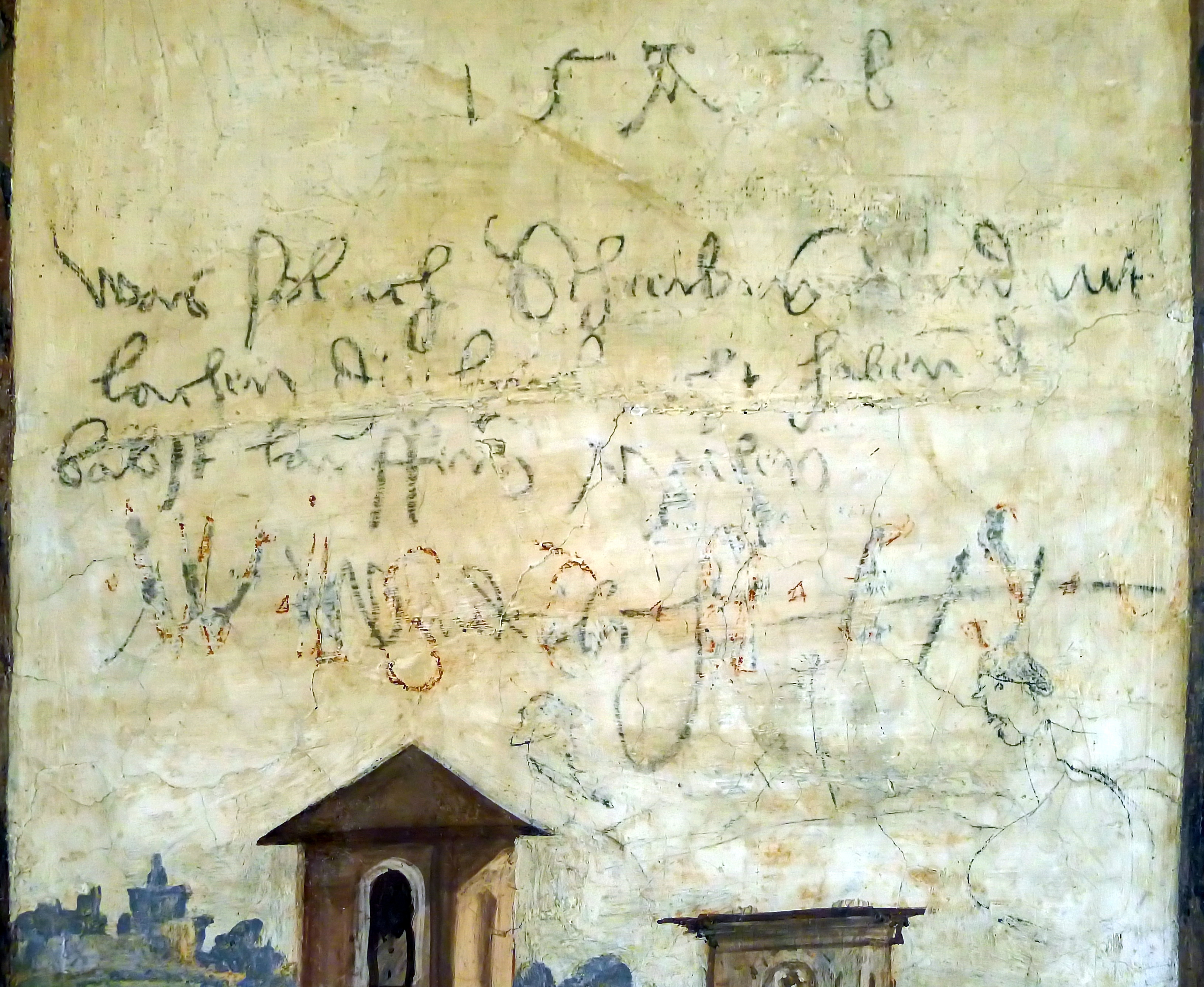
1528 – was sol ich schreiben und nit lachen die La[nz]knecht habenn den babst lauffen machen

Vasari behauptet, den Maler Tizian zu einer Besichtigung dieses Saals begleitet zu haben. Tizian soll zunächst nicht geglaubt haben, dass es nur Malereien seien; eine Änderung des Standpunktes habe ihn sehr verwundert.
An den Wänden zwischen den Scheinsäulen finden sich Graffiti und Kritzeleien, die bei der Besetzung der Villa während des Sacco di Roma 1528 durch Landsknechte eingeritzt worden waren. Eines davon lautet: 1528 – was sol ich schreiben und nit lachen die La[nz]knecht habenn den babst lauffen machen
Am 28. August 1519 feierte Agostino in Anwesenheit Leo X. in diesem Saal seine Hochzeit mit Francesca Ordeaschi. Nach dem Festmahl und dem Vollzug der Ehe im Schlafgemach (in cubiculo) errichtete er hier vor dem Papst, zwölf Kardinälen, vier Bischöfen, dem Botschafter des polnischen Königs und weiteren Würdenträgern sein Testament.

### Schlafgemach Agostino Chigis

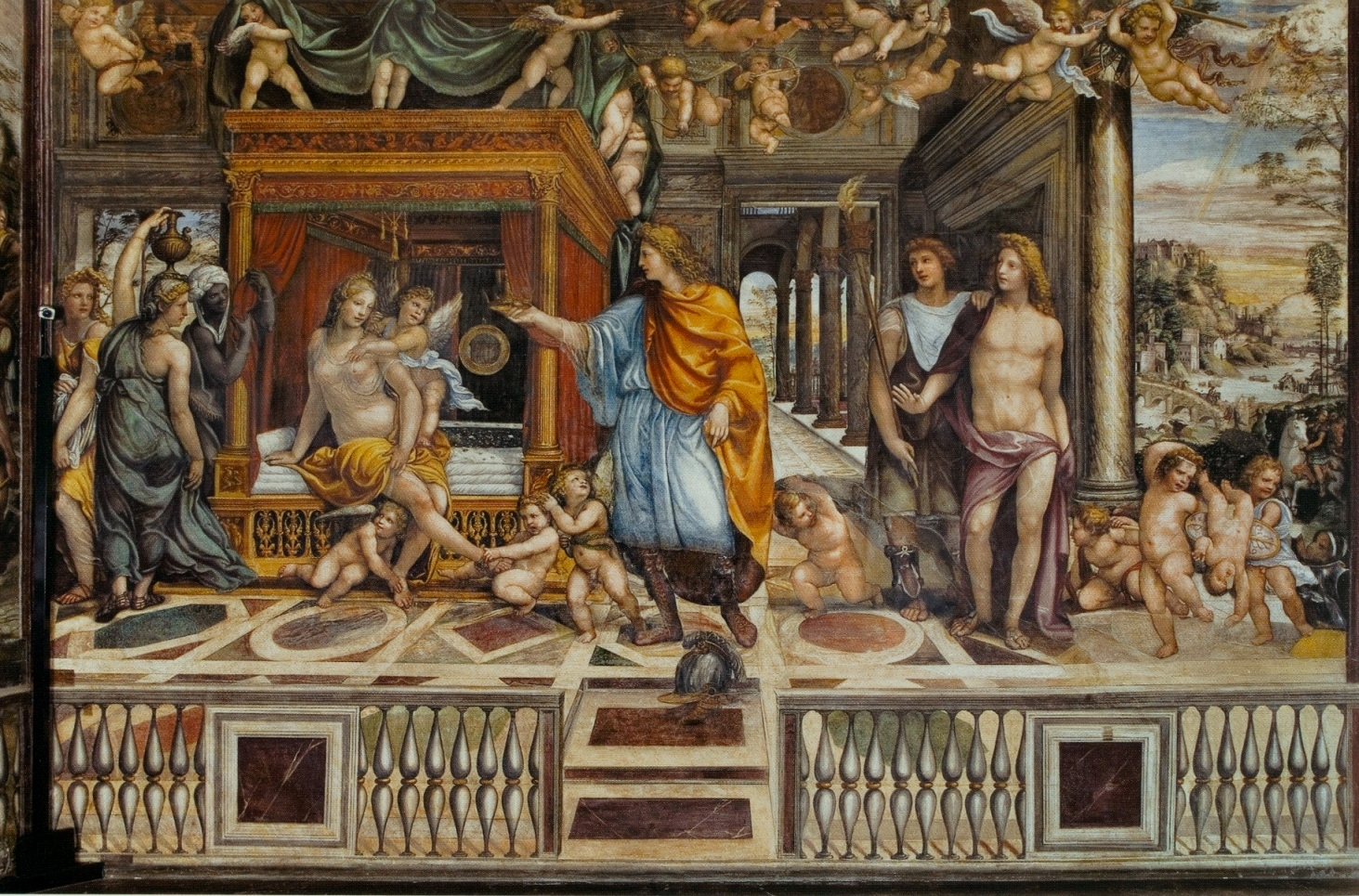
Il Sodoma Hochzeit Alexanders mit Roxane

Giovanni Antonio Bazzi (gen. Sodoma) hat, nach einer ursprünglichen Idee Raffaels, diesen Raum zwischen 1517 und 1519 mit Freskomalereien ausgestaltet. Dargestellt sind Szenen aus dem Leben Alexander des Großen. Den Blickfang an der Nordseite bildet die Hochzeit Alexanders mit der persischen Königstochter Roxane. Sodoma hat die Darstellung des Gemäldes des griechischen Malers Aëtion nach einer Beschreibung des Lukian von Samosata gestaltet. Es ist eine offensichtliche Anspielung auf das unmittelbar bevorstehende Hochzeitslager. Im Zentrum Alexander, der sich Roxane auf dem Bett nähert. Roxane wird von geflügelten Putten entkleidet; hinter Alexander sein halbnackter Gefährte Hephaistion und im Hintergrund der griechische Gott der Hochzeit, Hymenaios, mit der entzündeten Fackel.
An der linken Wand: Der junge Alexander bändigt das Ross Boukephalos.
An der rechten Wand: Alexanders Großzügigkeit: er empfängt Sisygambis, die Mutter des Perserkönigs Dareios III. und deren Familie; darunter Vulcanus in der Schmiede und Putten mit Liebespfeilen; zwischen den Fenstern an der Südseite eine Schlachtenszene.

## Rezeption in der Literatur
Zahlreiche literarische Erwähnungen der Villa und ihres Erbauers finden sich über die Jahrhunderte hinweg in Gedichten, Briefen und Romanen – exemplarisch seien einige Beispiele angeführt:
- Egidio Gallo schrieb 1511 in „De viridario Augustinii Chigi“ im Auftrag des Bauherren Gedichte und ließ so ein poetisches Bild von Gebäude und Garten entstehen.
- Blosi Palladio beschreibt in „Suburbanum Augustinii Chigii Ruerae senensis“ die herrliche Gartenanlage mit ihren Blumen und Bäumen – ebenfalls im Auftrag Chigis,[24] um diesem und seinem Haus Ewigkeit zu verleihen.
- Johann Wolfgang von Goethe erwähnt in einem Brief an Charlotte Stein seinen Besuch der Villa und das Fresko „Amor und Psyche“.[25] In seiner „Italienischen Reise“ berichtet er von einem weiteren Besuch zusammen mit Angelika Kauffmann und beklagt sich über die schlechte Restaurierung der Loggia.[26]
- Ludwig I., König von Bayern, ein großer Italien-Liebhaber, widmete der Villa das Sonett „Raffaels Galathea in der Farnesina zu Rom“[27]
- Stendhal erwähnt in seinen „Wanderungen in Rom“ die berühmten Werke Raffaels in der Villa.[28]
- Emile Zola lässt in seinem Roman „Rom“ seinen Protagonisten von der Loggia der Galathea und dem verträumten Garten schwärmen.[29]